# Tejeda y Segoyuela (kommun)
Tejeda y Segoyuela är en kommun i Spanien.   Den ligger i provinsen Provincia de Salamanca och regionen Kastilien och Leon, i den centrala delen av landet, 200 km väster om huvudstaden Madrid. Antalet invånare är 103.